# Дънкелдска династия
Дънкелдската династия (на английски: House of Dunkeld) е шотландски владетелски род, крале на Шотландия в периода 1034 – 1040 и 1058 – 1286). Родоначалник на фамилията е Кринан Дънкелдски (ок. 975 – 1045), владетел на Атола, стюарт на Западните острови и на абатство Дънкелд. Женен е за Беток (ок. 984 – ок. 1018), дъщеря на шотландския крал Малкълм II Разрушител, от която има двама синове и две дъщери с неизвестни имена.
1. Дънкан I (ок. 1001 – 14.8.1040), женен (1030) за Сибила († сл. 1040), дъщеря на Сивард, граф на Нортъмбърланд;
2. Малдред (ок. 1015 – 1045), лорд Адердейл и регент на Стратклайд, ∞ ок. 1036 за Едит, дъщеря на Ухтред, елдорман на Нортумбрия.[1]

- 1034 – 1040: Дънкан I, женен (1030) за Сибила († сл. 1040), дъщеря на Сивард, граф на Нортъмбърланд, от която има трима синове:

1. Малкълм III Великия вожд (26.3.1031 – 13.11.1093), крал на Шотландия (1058 – 1093)
2. Доналд III Красивия (ок. 1033 – 1099), крал на Шотландия (1093 – 1094; 1094 – 1097)
3. Мелмар (ок. 1035 – †...).[1]

- 1058 – 1093: Малкълм III Великия вожд, ∞ 1. (1059) за Ингеборга Финсдотир († до 1069), дъщеря на Фин Арнасон, ярл на Халанд, от която има трима синове; ∞ 2. (1069) за Маргарета (ок. 1045 – 1093), дъщеря на английския крал Едуард Изгнаник, от която има петима синове и две дъщери, достигнали пълнолетие:

1. Дънкан II (1) (до 1060 – 12.11.1094), крал на Шотландия (май 1094);
2. Малкълм (1) (ок. 1062 – ок. 1094);
3. Доналд (1) († 1085);
4. Едуард (2) (ок. 1070 – 1093);
5. Едмънд I (2) (ок. 1072 – сл. 1100), крал на Шотландия (1094 – 1097);
6. Едгар I (2) (ок. 1074 – 8.1.1107), крал на Шотландия (1097 – 1107);
7. Александър I (2) (1076 – 23.4.1124), крал на Шотландия (1107 – 1124);
8. Матилда (Едита) (2) (1080 – 1116), ∞ 1100 за английския крал Хенри I;
9. Дейвид I Свети (2) (1084 – 24.5.1153), крал на Стратклайд (1107 – 1124), крал на Шотландия (1124 – 1153);
10. Мария (2) (ок. 1085 – 1115), ∞ 1101/02 за булонския граф Евстахий III (ок. 1056 – 1125).[1]

- 1093 – 1094; 1094 – 1097: Доналд III Красивия, женен за неизвестна жена, от която има една дъщеря Беток.
- май 1094: Дънкан II, ∞ 1090/94 за Етелреда († до 1094), дъщеря на Госпатрик, граф на Нортумбрия:

1. Уилям Фицдънкан (ок. 1092/94 – 1154), лорд Скиптън и Крейвън, ∞ 1138 за Алиса, дъщеря на Уилям Месшин, лорд Коупленд.

- 1094 – 1097: Едмънд I, принц на Камбрия, от 1097 монах в абатството Монтагю.
- 1097 – 1107: Едгар I.
- 1107 – 1124: Александър I, ∞ ок. 1107 за Сибила (ок. 1092 – 1122), извънбрачна дъщеря на английския крал Хенри I, от която няма деца.
- 1124 – 1153: Дейвид I Свети, ∞ 1113/14 за Матилда (ок. 1074 – 1130), дъщеря на Валтеоф, елдорман на Нортумбрия:

1. Хенри (1115 – 1152), граф на Хънтингтън (1130 – 1138; 1138 – 1141) и Нортумбрия от 1139, ∞ 1139 за Ада (ок. 1120 – 1178), дъщеря на Уилям, 2-ри граф на Съри, от която има две дъщери и трима синове:
  1. Ада (1140 – 1205), ∞ 1162 за холандския граф Флорис III (1141 – 1190);
  2. Маргарита (1140 – 1201), ∞ 1. (1160) за бретанския херцог Конан IV (ок. 1138 – 1171); ∞ 2. (1171) за Хъмфри IV, лорд Троубридж († 1180);
  3. Малкълм IV (20.3.1141 – 9.12.1165), крал на Шотландия (1153 – 1165);
  4. Уилям I Лъв (1143 – 1214), крал на Шотландия (1165 – 1214);
  5. Дейвид (ок. 1144 – 1219), граф на Хънтингтън, ∞ 1190 за Матилда (1171 – 1233), дъщеря на хуго, 3-ти граф на Честър.[1]

- 1153 – 1165: Малкълм IV, граф на Хънтингтън от 1157, неженен.
- 1165 – 1214: Уилям I Лъв, граф на Хънтингтън (1165 – 1174; 1185), ∞ 1186 за Ерменгарда (ок. 1170 – 1233/34), дъщеря на Ричард, викарий на Бомон сюр Сарт, от която има четири деца:

1. Маргарета (ок. 1193 – 1259), ∞ 1221 за Хюбърт де Бург, 1-ви граф на Кент († 1243);
2. Елизабет (ок. 1195 – сл. 1253), ∞ 1225 за Роджър Биго, 4-ти граф на Норфолк (ок. 1212 – 1270);
3. Александър II (24.8.1198 – 6.7.1249), крал на Шотландия (1214 – 1249);
4. Марджори (ок. 1200 – 1244), ∞ 1235 за Гилбърт Маршал, 4-ти граф на Пембрук († 1241).[1]

- 1214 – 1249: Александър II, ∞ 1. (1221) за Йоана (1210 – 1238), дъщеря на английския крал Джон I Безземни, от която няма деца; ∞ 2. (1239) за Мария (ок. 1220 – 1242), дъщеря на Ангеран III, сеньор дьо куси, от която има един син:

1. Александър III (4.9.1241 – 19.3.1286), крал на Шотландия (1249 – 1286).

- 1249 – 1286: Александър III, ∞ 1. (1251) за Маргарета (1240 – 1275), дъщеря на английския крал Хенри III, от която има две деца, достигнали пълнолетие; ∞ 2. (1285) за Йоланта (ок. 1265 – 1330), дъщеря на граф Робер IV дьо Дрьо, от която няма деца:

1. Маргарета (1261 – 1283), ∞ 1281 за норвежкия крал Ейрик II Магнусон;
2. Александър (1264 – 1284), ∞ 1282 за Маргарета (1268/70 – 1331), дъщеря на графът на Фландрия Ги I дьо Дампиер.[1]